# Terremoto de 1968 em Inangahua
O Terremoto de 1968 em Inangahua atingiu a região a 25 km a oeste de Murchison [en], Nova Zelândia, próximo à pequena cidade de Inangahua Junction [en], às 5:24 da manhã NZDT de 24 de maio de 1968. O terremoto registrou uma magnitude de momento de 7,1, uma magnitude local de 6,7, uma magnitude de onda de superfície de 7,4 e uma intensidade máxima de Mercalli de X (Extrema). Com uma profundidade de apenas 12 km, foi um evento extremamente raso para um terremoto de sua magnitude. Resultou na morte de três pessoas e ferimentos em outras 14, tornando-se o quinto terremoto mais mortal [en] na história registrada da Nova Zelândia (empatado com o Terremoto de 1848 de Marlborough [en]). Numerosos tremores secundários seguiram o evento principal, incluindo 15 com magnitude 5 ou superior, registrados no período de um mês.

## Contexto tectônico
A Nova Zelândia está localizada na fronteira entre as placas Indo-Australiana e Pacífica. Na Ilha Sul, a maior parte do deslocamento relativo entre essas placas ocorre ao longo de uma única falha de deslizamento lateral direito com um componente de reverso significativo, a Falha Alpina. O terremoto de Inangahua de 1968 ocorreu na seção norte da Falha Alpina, sendo considerado um evento típico para o que essa falha pode produzir.

## Danos
O terremoto destruiu anos de trabalhos custosos para melhorar a Rodovia Estadual 6 [en] nas áreas de Inangahua e Buller Gorge [en]. Em um trecho de 50 km, a estrada pelo desfiladeiro de Buller ficou bloqueada em mais de 50 pontos, seja por deslizamentos de terra que soterraram a via, seja por trechos da estrada que colapsaram no desfiladeiro. Mais de 50 pontes foram danificadas ou destruídas. O terremoto também descarrilou dois trens de carga, e mais de 100 km de trilhos ferroviários danificados precisaram ser substituídos.
Todas as estradas de entrada e saída de Inangahua foram bloqueadas por deslizamentos de terra. As redes de eletricidade e telefonia foram interrompidas, e muitas tubulações de água em Inangahua ficaram permanentemente danificadas.

Outras cidades da Costa Oeste foram fortemente sacudidas; mais de dois terços das chaminés em Greymouth, Westport [en] e Reefton [en] sofreram danos.

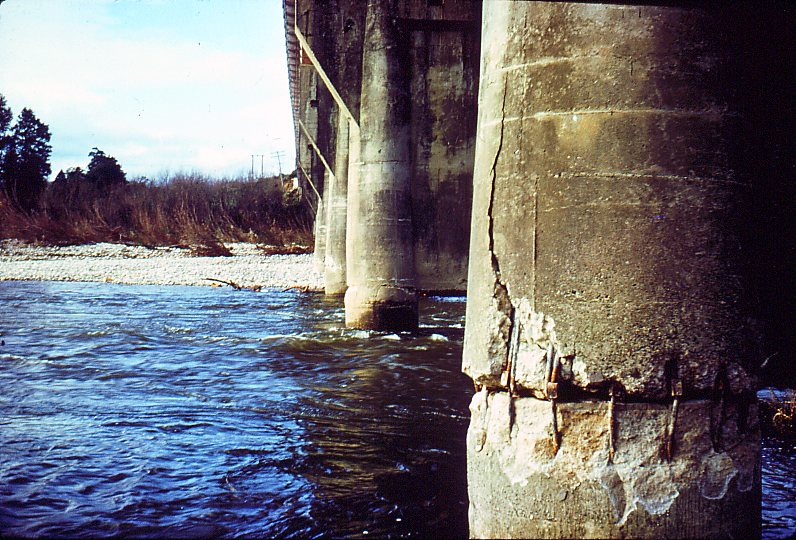
Ponte de Inangahua Junction após o terremoto de 1968

### Vítimas
Em Whitecliffs, um penhasco de calcário desmoronou sobre uma fazenda pertencente ao Sr. Fred J. Jackson, empurrando-a morro abaixo e matando instantaneamente a Sra. Jackson, além de ferir mortalmente sua mãe, a Sra. F.E. Blackmore, de Christchurch, que estava em visita. Pouco após o terremoto, um homem morreu perto de Greymouth quando seu carro colidiu com uma seção de estrada que havia cedido ao se aproximar de uma ponte. Em 29 de maio, três homens morreram quando um helicóptero Bell 47G-2A, pilotado por Gordon Hutchings e transportando dois técnicos de linhas da Post Office, Robert Pedder e Edwin Steer, de Murchison para Lyell, colidiu com linhas de energia e caiu logo após a decolagem.

### Deslizamentos de terra
O terremoto e seus numerosos tremores secundários desencadearam vários deslizamentos nas montanhas circundantes. Um grande deslizamento represou o Rio Buller [en] a montante de Inangahua. A água acumulada se estendeu por 7 km, elevando o nível do rio a 30 metros acima do normal. Se a barreira de deslizamento tivesse cedido, o rio poderia ter inundado não apenas Inangahua, mas também a cidade muito maior de Westport [en], localizada a jusante, na foz do rio. Como precaução, cerca de 10 000 pessoas foram evacuadas. Felizmente, o rio represado acabou transbordando os detritos do deslizamento que o prendiam e os erodiu gradualmente, sem causar inundações graves.

## Mitigação
Logo após o terremoto, um centro de assistência foi estabelecido no pátio do Ministério de Obras em Inangahua. Os moradores reunidos ali ficaram preocupados ao saber que as transmissões de rádio mencionavam apenas atividade sísmica leve, pois o resto da Nova Zelândia parecia desconhecer a gravidade do que havia acontecido na cidade. Inangahua permaneceu isolada por várias horas, até que um motorista conseguiu contatar  Gisborne pelo rádio de seu caminhão. Ao meio-dia, helicópteros comerciais e da RNZAF Bell UH-1H começaram a chegar com suprimentos e para avaliar os danos.
Ajuda também foi necessária em áreas isoladas. Quatro pessoas, incluindo um oficial e um médico carregando suprimentos médicos, caminharam de Reefton até Inangahua Junction. Lá, o médico atendeu a maioria dos pacientes ao ar livre devido aos tremores secundários que ainda abalavam a região. Enquanto isso, um grupo de cerca de 50 pessoas iniciou uma caminhada de aproximadamente 7 horas de Inangahua para Reefton, chegando em segurança. Helicópteros da RNZAF UH-1H [en] e comerciais começaram a transportar pessoas para Rotokohu, de onde podiam pegar ônibus para Reefton. Os helicópteros também verificaram todas as fazendas isoladas. No total, 235 pessoas foram resgatadas de Inangahua por via aérea.

## Consequências
Inangahua nunca se recuperou totalmente. Muitos moradores não retornaram às suas casas, optando por permanecer em cidades próximas, como Reefton, ou abandonar a região. Edifícios danificados ou colapsados levaram meses — em alguns casos, anos — para serem totalmente restaurados. A linha ferroviária, no entanto, foi completamente recuperada, pois é parte essencial da Linha Stillwater–Westport [en]. Após o terremoto, a região entrou em declínio. As pessoas se mudaram por medo de novos tremores. O emprego diminuiu, as matrículas escolares caíram, e as lojas tinham menos clientes, com cada vez mais placas de "Procura-se Ajuda" nas vitrines. A área enfrentou posteriormente um declínio econômica.
O terremoto teve um forte impacto na população local. As crianças ficaram abaladas e desestabilizadas pela mudança drástica em suas vidas. Muitas tiveram que frequentar a escola em Reefton por um período, pois a escola de Inangahua foi totalmente destruída. Um professor relatou que pediu aos alunos que desenhassem suas experiências. Um menino desenhou uma casa destruída com chuva cando sobre ela, com a legenda "Depois do terremoto, choveu". A chuva complicou ainda mais os esforços de recuperação e resgate. Muitas famílias da região perderam tudo, mas receberam suprimentos de organizações como a Cruz Vermelha e, em alguns casos, conseguiram se recuperar em melhores condições do que antes.